# Katherine Tai
Katherine Chi Tai (18 de marzo de 1974) es una abogada estadounidense y, desde el 18 de marzo de 2021, representante de Comercio de los Estados Unidos tras la nominación del presidente Joe Biden. Antes se desempeñó como asesora comercial principal del Comité de Medios y Arbitrios de la Cámara de los Estados Unidos.

## Biografía
Tai nació en Connecticut y creció en Washington D. C., donde asistió a la escuela Sidwell Friends School. Sus padres, que nacieron en China continental, crecieron en Taiwán y luego emigraron a los Estados Unidos. Tai se graduó de la Universidad Yale con una licenciatura en historia y obtuvo un Juris doctor de la facultad de derecho en Harvard.
Enseñó inglés en la Universidad Sun Yat-sen como becaria de Yale-China durante dos años. Después de la universidad, trabajó para varios bufetes de abogados incluidos Baker McKenzie y Miller & Chevalier, y fue secretaria de los tribunales de distrito de EE. UU, en Washington D. C. y Maryland.

## Trayectoria
De 2007 a 2014, Tai se desempeñó en la oficina como Representante de Comercio de los Estados Unidos convirtiéndose en la asesora principal de la aplicación del comercio de China desde 2011 hasta su partida. En la Oficina del Asesor Jurídico, trabajó en casos comerciales en la Organización de Comercio Mundial. En 2014, se convirtió en asesora comercial del Comité de Medios y Arbitrios de la Cámara. Fue nombrada asesora comercial principal en 2017.
Durante el mandato de Tai en el Comité de Medios y Arbitrios, jugó un papel importante en las negociaciones de la Cámara con la administración Trump con respecto al Acuerdo entre Estados Unidos, México y Canadá. (USMCA), abogando por disposiciones laborales más estrictas. The Associated Press la ha descrito como una "pragmática que resuelve problemas en política comercial".

## Vida personal
Tai es fluida en mandarín.